# Кутузов, Александр Петрович
Александр Петрович Кутузов (1777 — 15 сентября 1817) — русский командир эпохи наполеоновских войн, генерал-майор Русской императорской армии.

## Биография
Александр Кутузов родился в 1777 году в Валдайском уезде Новгородской губернии в дворянской семье.
На воинскую службу Кутузов был записан в 1788 году; а с 1791 года учился в школе при Измайловском полку, числясь сержантом этого полка. По восшествии на престол Императора Павла Петровича, когда всем совершеннолетним дворянам, записанным в военную службу, приказано было явиться на действительную службу, поступил в полк. С 8 сентября 1798 года — прапорщик Русской императорской армии.

Участвовал в Аустерлицком и Фридландском сражениях и в обоих сражениях получил ранения. За мужество 20 мая 1808 года Кутузов был награждён орденом Святого Георгия 4-го класса № 898 
В воздаяние отличного мужества и храбрости, оказанных в сражениях против французских войск в минувшую кампанию.
 и «за особенную храбрость» золотой шпагой.
В ходе отечественной войны 1812 года Кутузов участвовал в Бородинском сражении; Измайловский полк был в этой битве в одном из самых опасных мест, на левом крыле русских войск; он выдержал несколько отчаянных атак и потерял 608 нижних чинов и 176 офицеров убитыми и ранеными; из всех офицеров полка А. П. Кутузов один не был ранен. За отличие в этом сражении он получил орден Святого Владимира 3 степени.
Затем Кутузов участвовал в битвах при Тарутине, под Малоярославцем, под Красным, в преследовании неприятеля и в заграничном походе и участвовал в сражениях под Дрезденом и Люценом, где снова был ранен.
15 сентября 1813 года произведён в генерал-майоры. Для лечения раны должен был возвратиться в Россию; 5 апреля 1815 года назначен был командиром 2-й бригады 2-й гренадерской дивизии.
Участвовал в заграничном походе 1815 года, затем попросил перевод в кавказский корпус; 4 января 1817 года был назначен начальником 20-й пехотной дивизии и командующим войсками в Грузии; во время посольства Ермолова в Персию Кутузов управлял на Кавказе всей военной и гражданской частью.
Александр Петрович Кутузов умер 15 сентября 1817 года.